# Борисов, Иван Дмитриевич
Ива́н Дми́триевич Бори́сов (1913 — 1939) — советский военно-морской лётчик. Участник боёв на Халхин-Голе и советско-финской войны. Герой Советского Союза (7.02.1940, посмертно). Старший лейтенант (23.12.1938). 25 декабря 1939 года огненным тараном уничтожил финскую зенитную батарею..

## Биография
Родился в 1913 году в городе Мытищи Московского уезда Московской губернии Российской империи (ныне Московской области Российской Федерации) в рабочей семье. Русский. После окончания семи классов школы в 1929 году работал разнорабочим на различных предприятиях города. В 1930 году переехал в Москву и поступил на учёбу в школу фабрично-заводского ученичества. Практику проходил на московском заводе «Динамо» сначала помощником токаря, затем токарем. В 1931 году с родителями переехал в Харьков и устроился на работу токарем на Харьковский моторостроительный завод «Серп и молот».
В апреле 1932 года был призван на службу в Рабоче-крестьянский Красный Флот. В 1935 году по комсомольской путёвке поступил в Харьковскую 9-ю военную школу лётчиков. После её окончания в декабре 1933 года направлен на службу в 24-ю отдельную эскадрилью ВВС РККА, где служил по январь 1936 года лётчиком и старшим лётчиком. В январе 1936 года был направлен учиться на курсы командиров звеньев во 2-ю Краснознамённую военную школу лётчиков имени Осоавиахима в Борисоглебске (ныне Борисоглебский учебный авиационный центр подготовки лётного состава им. В. П. Чкалова). С января 1937 года служил командиром звена в 31-й авиационной бригаде ВВС Балтийского флота. С января 1938 года — инструктор по технике пилотирования и помощник командира эскадрильи в 5-м истребительном авиационном полку 61-й истребительной авиационной бригады ВВС Балтийского флота. В апреле 1938 года был переведён в 5-й истребительный авиационный полк ВВС Балтийского флота, который дислоцировался на аэродроме Низино Ленинградской области. Летал на самолётах И-15 бис, И-153 «Чайка».
В мае-сентябре 1939 года в составе специальной авиационной эскадрильи принимал участие в боевых действиях против японских войск на реке Халхин-Гол, где совершил 17 боевых вылетов.
С ноября 1939 года старший лейтенант И. Д. Борисов участвовал в советско-финской войне в должности помощника командира авиаэскадрильи 5-го истребительного авиационного полка 61-й истребительной авиабригады ВВС Балтийского флота. 23 декабря 1939 года во время воздушного боя над Финским заливом в районе порта Палдиски (Эстония) сбил финский гидросамолёт R.29 «Ripon». Всего за время боевых действий совершил 10 боевых вылетов.
25 декабря при выполнении очередного боевого задания в районе полуострова Ханко его самолёт был обстрелян с земли зенитным орудием. Развернув самолёт, Борисов на бреющем полёте атаковал зенитную батарею, но самолет был подбит и рухнул на финские позиции. Это событие вызвало неоднозначную реакцию командования. Одни считали его героем, совершившим огненный таран, и представили к званию Героя Советского Союза, другие считали, что «командир авиационной эскадрильи И. Д. Борисов проявил совершенно ненужный риск при выполнении боевого задания. Снизившись до бреющего полёта, атаковал зенитную батарею. В результате был сбит». Поэтому в 1940 году и появилась официальная версия о его гибели в неравном бою с тремя английскими истребителями.
Указом Президиума Верховного Совета СССР от 7 февраля 1940 года за «образцовое выполнение боевых заданий командования на фронте борьбы с финской белогвардейщиной и проявленные при этом отвагу и геройство» старший лейтенант Иван Борисов посмертно был удостоен звания Героя Советского Союза.
Похоронен в Ханко в братской могиле на площади перед Домом Флота.

## Награды
- Медаль «Золотая Звезда» (07.02.1940, посмертно)
- Орден Ленина (07.02.1940, посмертно)[12]

## Память
- Имя Героя Советского Союза И. Д. Борисова увековечено на мемориале в посёлке Лебяжье Ленинградской области